# انهيارات أفغانستان الثلجية 2015
قتلت الانهيارات الثلجية في ولاية بنجشير بأفغانستان مالايقل عن 187 شخصاً، وجرح 129 آخرين من 24–26 فبراير 2015. تم نشر ألف جندي أفغاني في ولاية بنجشير للمساعدة في جهود الإنقاذ. وتسببت العواصف الثلجية الغزيرة في الانهيارات الثلجية في المنطقة.